# Happy Rhodes
Happy Rhodes, właśc. Kimberley Tyler Rhodes (ur. 9 sierpnia 1965 w Poughkeepsie) – amerykańska wokalistka i kompozytor. Rhodes dysponuje głosem o skali 4 oktaw.

## Dyskografia
- 1986 Rhodes Volume I
- 1986 Rhodes Volume II
- 1986 Rearmament
- 1987 Ecto
- 1991 Warpaint
- 1993 Equipoise
- 1993 RhodeSongs
- 1994 Building the Colossus
- 1995 The Keep
- 1998 Many Worlds Are Born Tonight
- 2005 Find Me